# Jutta Schneider
Jutta M. Schneider (* 30. November 1964) ist eine deutsche Biologin und Professorin für Verhaltensbiologie an der Universität Hamburg.

## Werdegang
Jutta Schneider schloss 1989 ein Diplomstudium in Biologie an der Johannes-Gutenberg-Universität Mainz ab und promovierte 1993 an der Ludwig-Maximilians-Universität München. Ihre Diplom- und Doktorarbeit führte sie am Max-Planck-Institut für Verhaltensphysiologie in Seewiesen durch. Die folgenden fünf Jahre arbeitete Schneider als wissenschaftliche Mitarbeiterin an der Ben-Gurion-Universität im Negev in Israel, der Universität Aarhus in Dänemark und der Universität Melbourne in Australien. 2001 habilitierte sie an der Universität Mainz, gefördert durch die Deutsche Forschungsgemeinschaft und erhielt im Anschluss ein Heisenbergstipendium der DFG. Zwischen 2001 und 2004 forschte sie an den Universitäten Bonn und Melbourne. 2004 erhielt sie den Ruf zur Professorin für Verhaltensbiologie an der Universität Hamburg. Von 2014 bis 2017 war sie Leiterin des Fachbereichs Biologie.

## Forschungsschwerpunkte
Jutta Schneider interessiert sich besonders für Verhalten, phänotypische Plastizität und Life-history-Strategien von Spinnen. Bei sexuell kannibalistischen Spinnen forscht sie an der Evolution von Paarungssystemen, am sexuellen Konflikt, der prä- und postkopulatorischen sexuellen Selektion und den Konsequenzen von Wolbachia-Infektionen. Weitere Forschungsfragen sind die Evolution der Subsozialität, insbesondere Brutpflege und Kooperation bei australischen Krabbenspinnen, sowie die umweltbedingte Entwicklung kognitiver Fähigkeiten bei Springspinnen.

## Auszeichnungen und Ehrungen
- Minerva Stipendium
- VATAT fellowship (Israel)
- Marie-Curie training fellowship der EU
- Habilitationsstipendium der DFG
- Heisenbergstipendium der DFG

## Mitgliedschaften
- Ethologische Gesellschaft e.V. (EthoGes)
- Deutsche Zoologische Gesellschaft (DZG)
- International Society for Behavioural Ecology (ISBE)
- Association for the Study of Animal Behaviour (ASAB)
- International Society for Arachnology (ISA)
- Deutscher Hochschulverband (DHV)

## Publikationen (Auswahl)
- Schneider JM (2014): Sexual cannibalism as a manifestation of sexual conflict. Sexual conflict (ed Rice B & S Gavrilets). Cold Spring Harbour Perspectives in Biology 6: a017731.
- Ruch J, ME Herberstein, Schneider JM (2014): Offspring dynamics affect food provisioning, growth and mortality in a brood-caring spider. Proceedings of the Royal Society B 281: 20132180.
- Welke K., Zimmer S., Schneider JM  (2012). Conditional monogyny: female quality predicts male faithfulness. Frontiers in Zoology 9:74.
- Schneider JM, Lesmono K (2009): Courtship raises male fertilization success through postmating sexual selection in a spider. Proceedings of the Royal Society B 276: 3105-3111.
- Schneider JM, Bilde T (2008): Benefits of cooperation with genetic kin in a subsocial spider. Proceedings of the National Academy of Science 105: 10843-10846.
- Fromhage L., Elgar MA, Schneider JM (2005). Faithfulness without care: the evolution of monogyny. Evolution 59: 1400-1405.